# Развод (фильм, 1930)
«Развод» (англ. The Divorcee; другое название «Разведённая») — американский чёрно-белый художественный фильм, драма режиссёра Роберта Леонарда, вышедшая в 1930 году. Экранизация романа «Бывшая жена» писательницы Урсулы Пэрротт. 
В главных ролях задействованы Честер Моррис и Норма Ширер, за роль в фильме получившая премию «Оскар», а сама картина номинировалась на главную статуэтку.

## Сюжет
Тед (Честер Моррис), Джерри (Норма Ширер), Пол (Конрад Найджел) и Дороти (Джудит Вуд) — обыкновенная нью-йоркская компания друзей. Решение Джерри выйти замуж за Теда подавляет Пола, ведь он давно влюблён в девушку. Он напивается и, ведя машину, опрокидывает её, Дороти получает ранение, после чего, из-за жалости и страха перед ответственностью женится на ней.
Проходит три года. Джерри обнаруживает, что у Теда есть роман на стороне и заявляет ему об этом. Парень заявляет, что всё это несерьёзно и он любит только свою жену. Девушка не верит ему и решает отомстить, влюбив в себя лучшего друга Теда — Дона (Роберт Монтгомери). Вдобавок ко всему, Джерри подаёт на развод и уходит от мужа.
От горя Тед становится алкоголиком, а Джерри понимает, что всё ещё любит Пола. Однако Дороти умоляет Джерри отказаться от Пола. Джерри испытывает сложные чувства и вдруг осознаёт, что всё ещё любит Теда и возвращается к нему!

## В ролях
| Актёр             | Роль           |
| ----------------- | -------------- |
| Честер Моррис     | Тед Мартин     |
| Норма Ширер       | Джерри Мартин  |
| Конрад Найджел    | Пол            |
| Джудит Вуд        | Дороти         |
| Роберт Монтгомери | Дон            |
| Флоренс Элдридж   | Хелен Болдуин  |
| Хелен Миллард     | Мэри           |
| Роберт Эллиотт    | Билл Болдуин   |
| Мэри Доран        | Джанис Мередит |
| Тайлер Брук       | Хэнк           |
| Зельда Сирс       | Ханна          |

## Интересные факты
- На роль Джерри Мартин первоначально была утверждена Джоан Кроуфорд, которая, по слухам, до конца жизни не могла простить Норму Ширер за то, что та заняла её место[2].